# Comune distrettuale di Molėtai
Il comune distrettuale di Molėtai è uno dei 60 comuni della Lituania, situato nella regione dell'Aukštaitija.
La regione è nota per i suoi laghi; ci sono infatti circa 220 bacini nel comune, che coprono il 7% del suo territorio totale. Dato che il capoluogo del comune sorge a soli 60 km a nord di Vilnius, molti abitanti della capitale lituana si recano a Molėtai per cercare riposo oppure possiedono lì la propria casa di vacanze. È facile raggiungere Molėtai, in quanto connessa a Vilnius e a Utena con un'autostrada. Nel distretto vi sono poche industrie, ragion per cui il territorio è ricco di risorse naturali pulite. La terra non è molto fertile, pertanto l'obiettivo attuale del governo del distretto è focalizzato sullo sviluppo del turismo.
Altra fonte di reddito del distretto è data dal legname: le foreste coprono circa il 26,6% del territorio.

## Amministrazione

### Centri principali
Così si configura la ripartizione dei distretti:
- 1 capoluogo (miestas) – Molėtai;
- 5 città di medie dimensioni (miestelis): Alanta, Balninkai, Dubingiai, Giedraičiai e Joniškis;
- 928 insediamenti minori.

I luoghi più popolosi dell’area (2011):
- Molėtai – 6434;
- Giedraičiai – 684;
- Naujasodis[3] – 496;
- Suginčiai – 426;
- Toliejai – 379;
- Videniškiai – 368;
- Alanta[4] – 348;
- Balninkai – 319;
- Joniškis – 258;
- Inturkė – 237.

### Seniūnijos

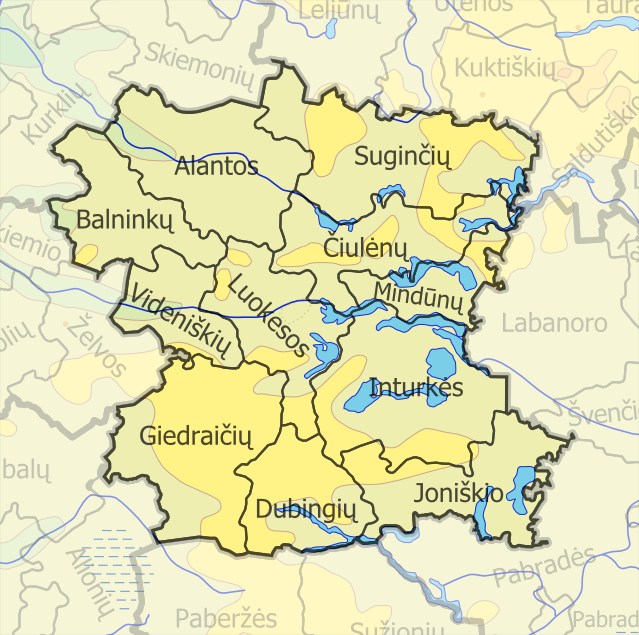
Suddivisioni delle seniūnijos

Il comune distrettuale di Molėtai è formato da 11 seniūnijos. La principale è quella di Molėtai:
- Alantos seniūnija (Alanta)
- Balninkų seniūnija (Balninkai)
- Čiulėnų seniūnija (Toliejai)
- Dubingių seniūnija (Dubingiai)
- Giedraičių seniūnija (Giedraičiai)
- Inturkės seniūnija (Inturkė)
- Joniškio seniūnija (Joniškis)
- Luokesos seniūnija (Molėtai)
- Mindūnų seniūnija (Mindūnai)
- Suginčių seniūnija (Suginčiai)
- Videniškių seniūnija (Videniškiai)

## Galleria d’immagini

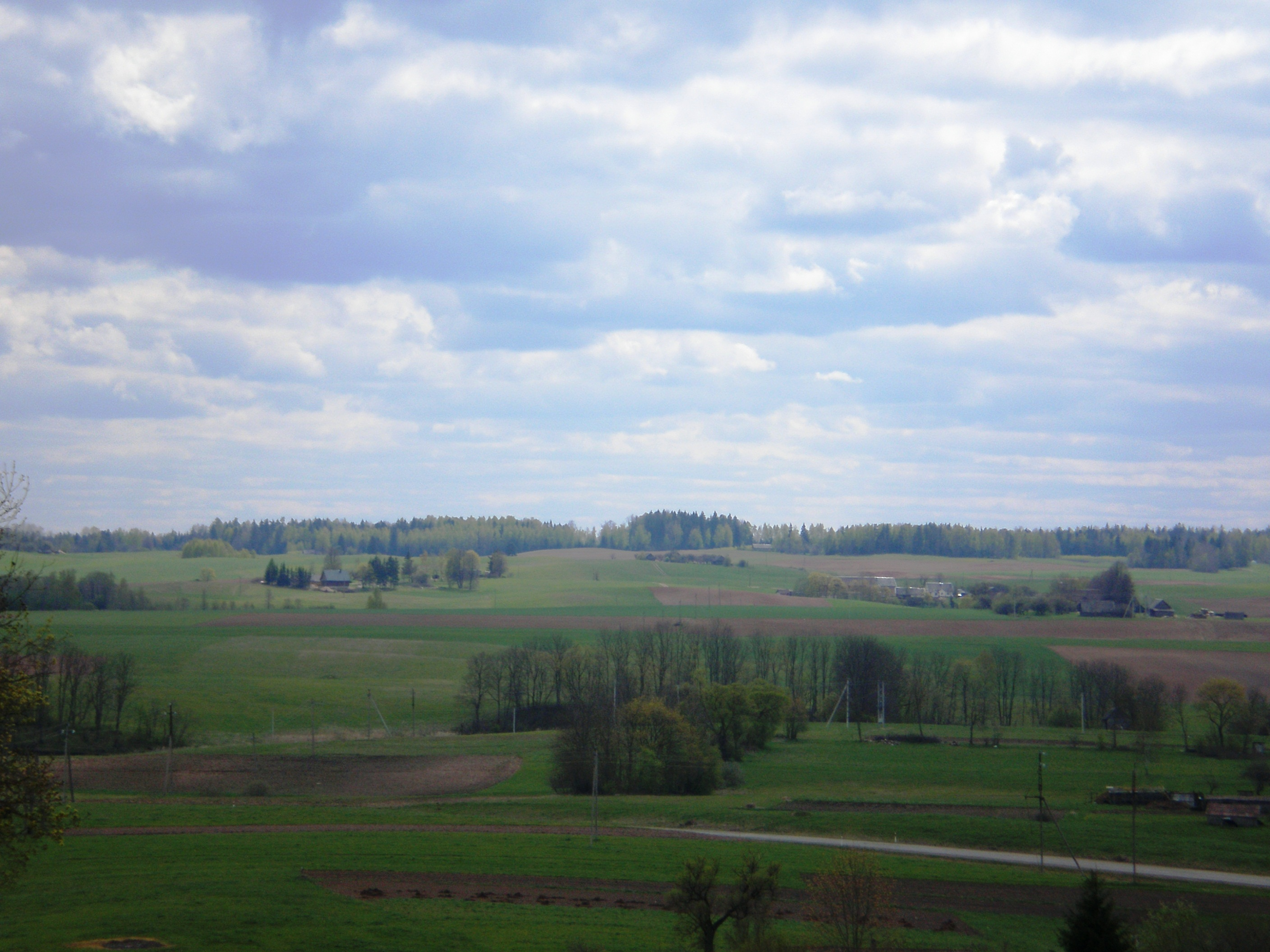
Paesaggio nei pressi di Alanta
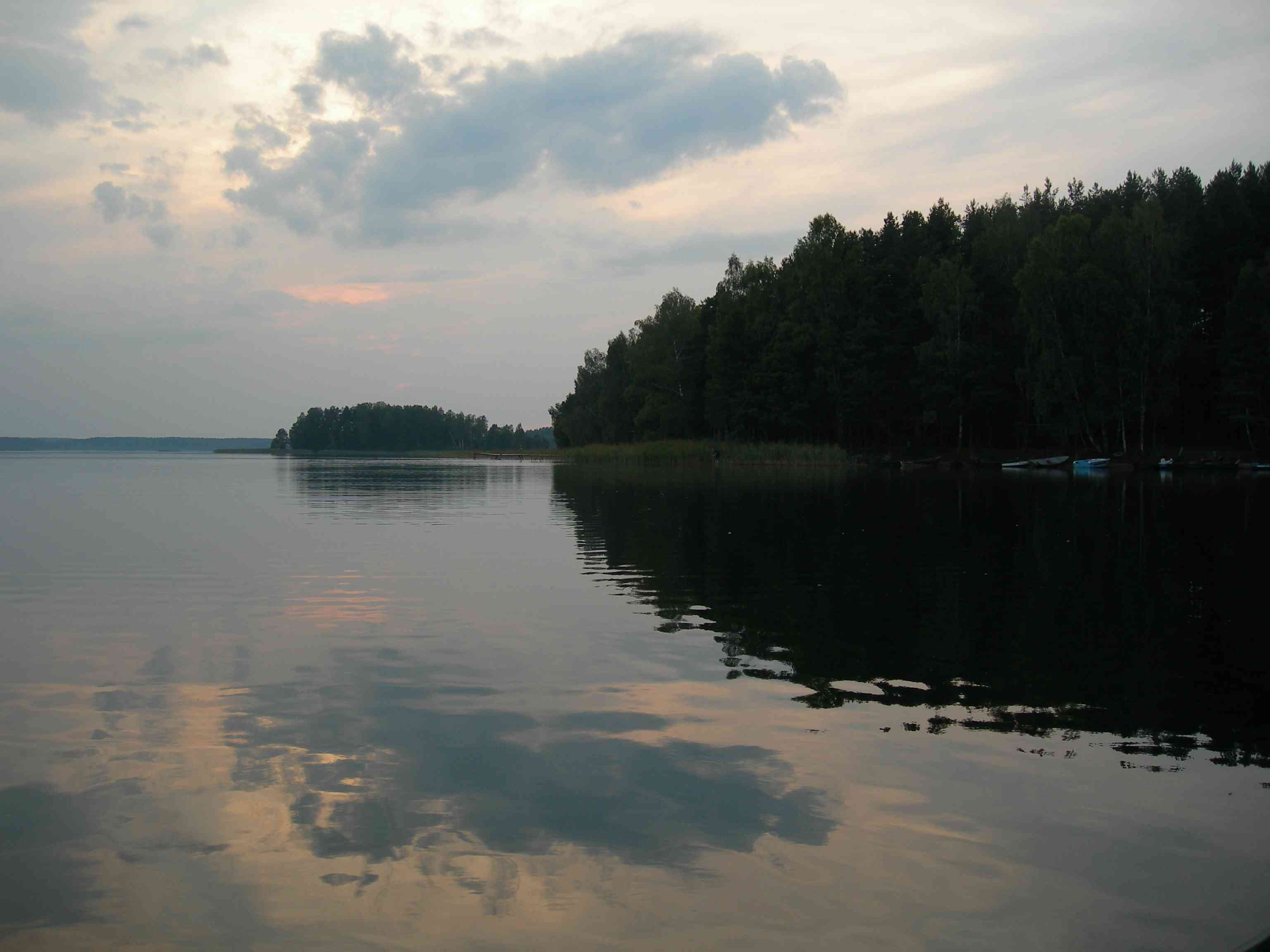
Lago Baltieji Lakajai
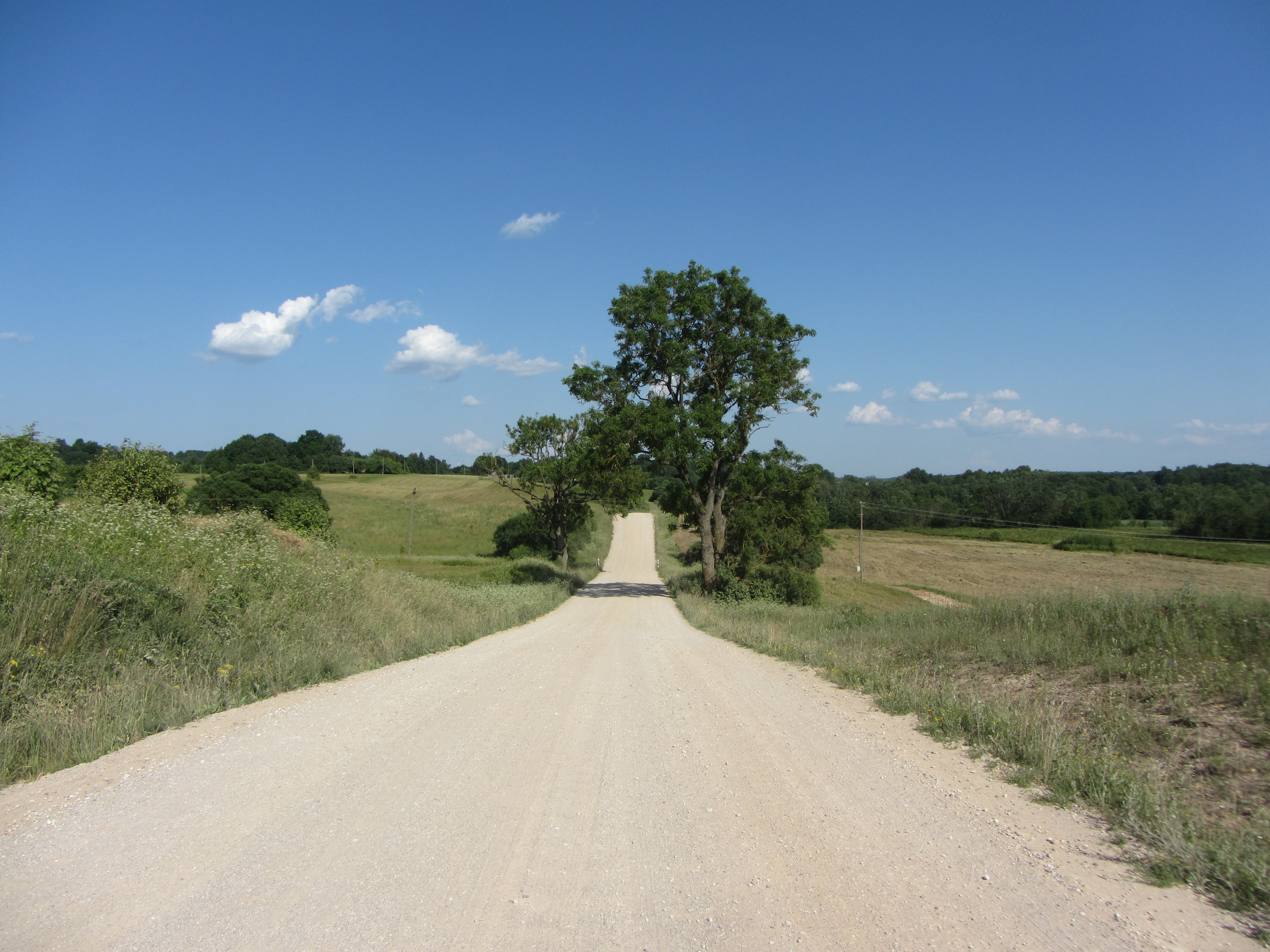
Strada sterrata
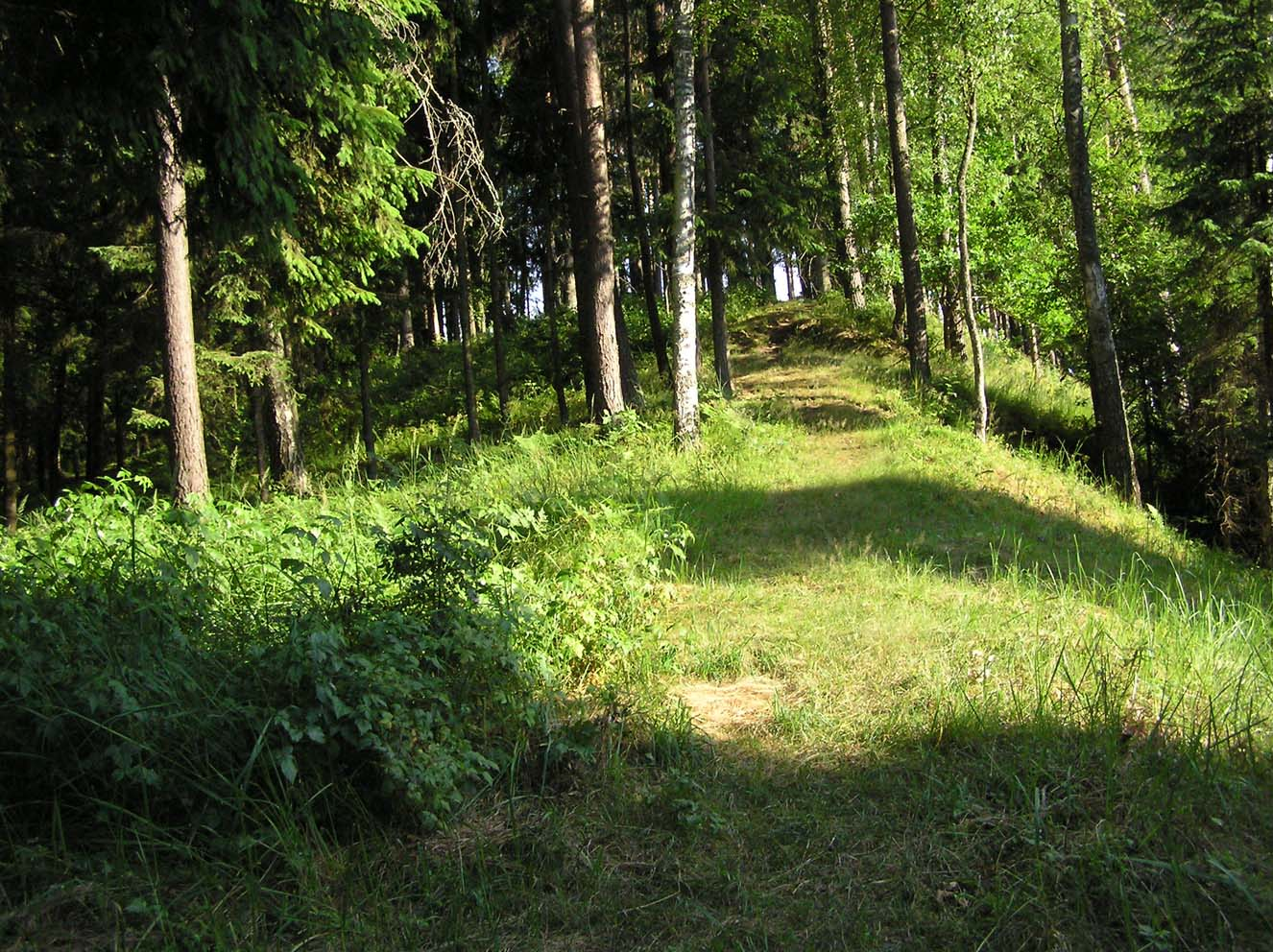
Boschi locali
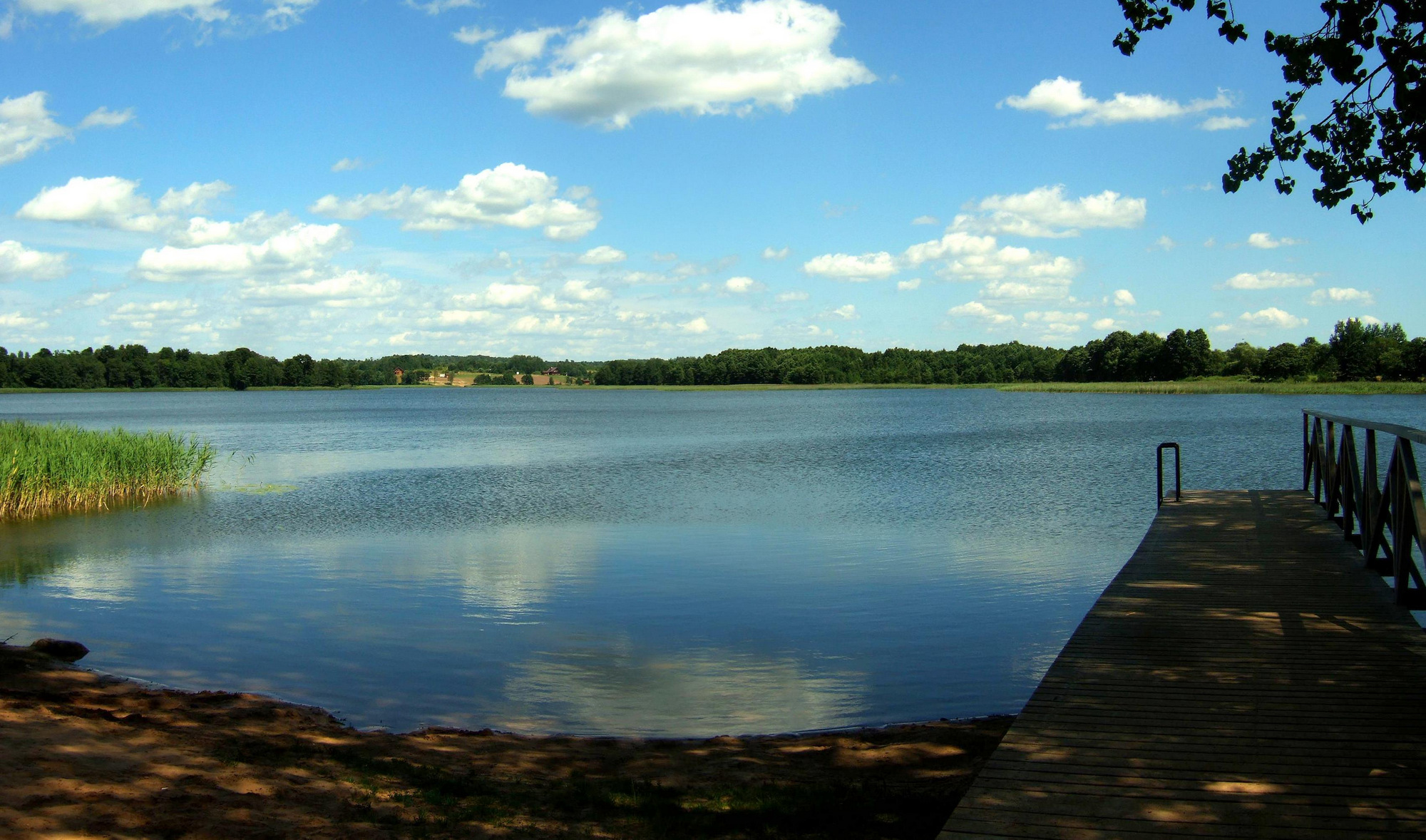
Lago Kiementas